# Stephen Fincher

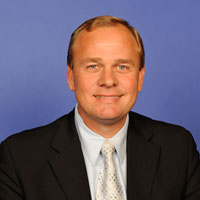
Stephen Fincher

Stephen Lee Fincher (* 7. Februar 1973 in Memphis, Tennessee) ist ein US-amerikanischer Politiker. Vom 3. Januar 2011 bis 3. Januar 2017 vertrat er den Bundesstaat Tennessee im US-Repräsentantenhaus. Da er am 1. Februar 2016 bekannt gab im Jahr 2016 nicht mehr kandidieren zu wollen, schied er am 3. Januar 2017 aus diesem Gremium aus.

## Werdegang
Stephen Fincher besuchte bis 1990 die Crockett County High School in Alamo. In den folgenden Jahren war er einer der Geschäftsführer der familieneigenen Farm, auf der unter anderem Baumwolle, Weizen, Sojabohnen und Mais angebaut werden. Gleichzeitig wurde er in der Republikanischen Partei als Politiker aktiv.
Bei den Kongresswahlen des Jahres 2010 wurde er im achten Wahlbezirk von Tennessee in das US-Repräsentantenhaus in Washington, D.C. gewählt, wo er am 3. Januar 2011 die Nachfolge von John S. Tanner von der Demokratischen Partei antrat, der nach elf Legislaturperioden nicht mehr kandidiert hatte. Finchers Wahlsieg im November 2010 lag im damaligen Bundestrend zu Gunsten seiner Partei. Da er bei allen bisher folgenden Wahlen jeweils wiedergewählt wurde, konnte er sein Mandat bis 3. Januar 2017 ausüben. Aufgrund seines Verzichts auf eine weitere Kandidatur war die an diesem Tag endende Legislaturperiode im Kongress seine letzte. Fincher galt als eher konservativer Abgeordneter. Das betraf nicht nur seine Haltung in Steuer- und Finanzfragen, sondern unter anderem auch auf dem Gebiet des privaten Waffenbesitzes, den er befürwortet. Er ist gegen Abtreibung und gegen gleichgeschlechtliche Ehen.
Stephen Fincher hat mit seiner Frau Lynn drei Kinder. Die Familie lebt in der Nähe von Halls.